# Marrubiocoris
Marrubiocoris is een geslacht van wantsen uit de familie van de Miridae (Blindwantsen). Het geslacht werd voor het eerst wetenschappelijk beschreven door Wagner in 1970.

## Soorten
Het genus is monotypisch en bevat alleen de volgende soort:

- Marrubiocoris deserti Wagner, 1970